# Josep Esplugues i Revert
Josep Esplugues i Revert (Agullent, Vall d'Albaida, 1705 — Montaverner, 1787) va ser un memorialista valencià.
Rector de Montaverner (1731-87). Deixà manuscrit un llibre de memòries titulat Llibre de l'església parroquial dels sants apòstols zebedeus sant Jaume i sant Joan, del poble de Montaverner de la retoria, benifets, cofradia (Memòries d'un capellà del segle xviii). Al voltant del tema principal —la construcció de la nova església parroquial—, recull els testimonis de la vida quotidiana del poble. La llengua és col·loquial i, a causa de la formació de l'autor, té influències de la prosa notarial i dels llibres eclesiàstics.
Esplugues va prendre nota de gairebé tot el que ocorre en i al voltant de l'església parroquial de Montaverner, la qual regirà fins a la seva mort. L'objectiu, com el de qualsevol escrit memorialístic, no és un altre que el de «fixar la memòria, el record, per a l'esdevenidor»